# Писта Бургас
„Писта Бургас“ е автомобилно състезание, кръг от националния шампионат на затворен маршрут. Състезанието използва части от градската инфраструктура и традиционно се организира на есен.

## Регламент
Надпреварата се провежда на затворен път, на специално изградени или пригодени за целта състезателни трасета, чийто старт и финал се намира в една и съща точка. Състезанието протича между два или повече автомобила, състезаващи се едновременно на един и същи път, като скоростта или изминатото разстояние в даден момент е определящ фактор за класиране. Състезанието се провежда на асфалтирано трасе, с автомобили отговарящи на приложение „Ж“, наредбата за провеждане на автомобилни състезания за съответната година на БФАС и специалния правилник за провеждане на състезания на затворен маршрут. Тези характеристики доближават шампионата до т.нар. „пистов шампионат“ в страните с развит моторен спорт. Поради тази причина се нарича условно „пистов шампионат“ (условно, т.к. повечето трасета в България са част от републиканската пътна мрежа и не са специално изградени за целта състезателни писти).

## Серии
Автомобилите, които участват са разделени в три серии според работния обем на двигателя и други спецификации. От сезон 2018, сериите нарастват с две допълнителни
- Серия „СПОРТ“ – Автомобили с работен обем до 1600 куб. см. и минимално тегло 850 кг. (без турбо)
- Серия „ТУРИНГ“ – Автомобили с работен обем до 2000 куб. см. минимално тегло 900 кг. (без турбо)
- Серия „МАКСИ“ – Автомобили с работен обем над 2000 куб. см. минимално тегло 1150 кг. (с турбо)
- Серия „ЕНЕОС“ – Едномарков шампионат с автомобили Audi A4
- Серия „КУПА ЛАДА“ – Специализирана серия, едномарков шампионат за автомобили Лада, отговарящи на класовете X1, X2, X3

На практиката всяка отделна серия е различно състезание.

## История
Началото на надпреварата е през 2003 година, когато по повод празника на град Бургас се организира открито състезание (Рали Никулден – 06.12.2003 г.). На събитието тогава участват редица от водещите пилоти в България. През 2004 година организаторите отново правят открит кръг, в който участват всички топ пилоти на България. След успешната организация и големия интерес сред феновете, през следващия сезон (2005 година) Българска федерация по автомобилен спорт (БФАС), превръща състезанието край морето в официален кръг от националния шампионат на затворен маршрут. През годините организаторите на няколко пъти променят местоположението, като целта на това е да се открие оптимален вариант. Надпреварата се е провеждала на бул. Демокрация, ж.к. Меден рудник (жилищен комплекс), пътен възел „Каблешково“ (кв. Сарафово), бул. Тодор Александров (в две различни конфигурации – преди и след ремонта на булеварда). В сезон 2015 на спортния календар по автомобилизъм състезанието е включено, но поради строително-ремонтни дейности не се провежда. През 2016 г. състезанието се състои на ново трасе, намиращо се на новоизградения пътен възел Запад до входа на завод Кроношпан. Година по-късно състезанието е преместено от другата страна на пътния възел и използва нова конфигурация. Благодарение на интегрираните технологии при изграждането на обходния път, „Писта Бургас“ е единственото градско трасе, което има 100% нов асфалт, изградена дренажна система и осветление. През 2020 година състезанието е отменено заради противоепидемичните мерки във връзка с COVID-19.

## Победители
| Сезон | Серия „Спорт“       | Серия „Туринг“    | Серия „Макси“         | Серия „Лада“  | Серия „Енеос“   | Отборно                                  |
| ----- | ------------------- | ----------------- | --------------------- | ------------- | --------------- | ---------------------------------------- |
| 2022  | Йордан Методиев     | Иван Влъчков      | Пламен Ангелов        | Крум Крумов   | –               | Джордан Рейсинг                          |
| 2021  | Йордан Методиев     | Кольо Карастоянов | Пламен Камбуров       | Иван Лишев    | –               | KА-2 Рейсинг Тийм                        |
| 2020  | -                   | -                 | -                     | -             | –               | -                                        |
| 2019  | Искрен Веселинов    | Иван Влъчков      | Константин Маршавелов | Огнян Патенов | –               | KА-2 Рейсинг Тийм / София Кар Моторспорт |
| 2018  | Александър Димитров | Иван Влъчков      | Константин Маршавелов | Слави Рупчев  | Венцислав Танев | АСК Елена Тийм                           |
| 2017  | Ерменко Ерменков    | Иван Влъчков      | Константин Маршавелов | Слави Рупчев  | –               | KА-2 Рейсинг Тийм                        |
| 2016  | Симеон Симеонов     | Стоян Апостолов   | Пламен Камбуров       | –             | –               | АСК Елена Тийм                           |
| 2015  | –                   | –                 | –                     | –             | –               | -                                        |
| 2014  | Ерменко Ерменков    | Ангел Григорчев   | Пламен Камбуров       | –             | –               | АСК Вромос рейсинг                       |
| 2013  | Ерменко Ерменков    | Ангел Григорчев   | Константин Маршавелов | –             | –               | АСК Контрол Рейсинг Тийм                 |
| 2012  | Росен Даскалов      | Станимир Урумов   | Илия Царски           | –             | –               | Русе Кар Мотор Спорт                     |
| 2011  | Валери Петров       | Антон Тонев       | Пламен Камбуров       | –             | –               | АСК Контрол Рейсинг Тийм                 |

## Предишни конфигурации на пистата
- 2004 – 2007
- 2008
- 2009 – 2011
- 2012 – 2014
- 2016
- 2017 – 2022

## Организатори
Бургаският автомобилен клуб Вромос рейсинг е първият частен организатор на състезание от националния шампионат на затворен маршрут в България. Други партньори и съорганизатори на събитието са Община Бургас и СБА клон Бургас.